# María Elena Holly
María Elena Holly (née le 20 décembre 1932) est la veuve du pionnier du rock and roll, Buddy Holly. 
Elle possède les droits de nom, d'image et de diverses propriétés intellectuelles sur son nom. En 2010, Santiago-Holly (Santiago est le nom de jeune fille de Maria) fonde avec Peter Bradley « The Buddy Holly Educational Foundation » aussi connue comme TBHEF.

## Jeunesse et âge adulte
Santiago-Holly (nom de naissance : María Elena Santiago) naît à San Juan, Puerto Rico. Elle perd sa mère à 12 ans. En 1953, son père l'envoie vivre avec sa tante (Provi Garcia) à New York. Santiago a travaillé en tant que réceptionniste pour la société Peermusic. 
Au début de l'année 1958, elle rencontre Buddy Holly, qui lui propose de sortir ensemble. Santiago qui n'avait encore jamais eu de rendez-vous amoureux, répond à Holly qu'il devrait demander à sa tante la permission; ce qu'il obtient rapidement. Cinq heures après leur premier rendez-vous, Buddy remet une rose à Maria et lui demande de l'épouser.

## Vie de femme mariée
Le 15 août 1958, moins de deux mois plus tard, ils se marient dans la ville de naissance de Buddy à Lubbock, Texas puis s'installent à Lubbock. Puis, une fois que Buddy se soit séparé de son groupe, The Crickets, ils déménagent à New York. Santiago-Holly accompagne son mari pendant sa tournée d'octobre 1958 et s'occupe des droits promotionnels. Buddy Holly a également créé la maison d'édition de Maria Music publishing company dans laquelle Stay Close To Me a été enregistrée. Holly produit l'interprétation de Lou Giordano de la chanson qui a été publiée sur Brunswick 55115, le 27 janvier 1959.
Au petit matin du 3 février 1959, Buddy Holly, Ritchie Valens et The Big Bopper, alors en tournée, meurent dans un accident d'avion. Holly et Santiago n'étaient mariés que depuis six mois. Maria et María, alors enceintes de Buddy, font rapidement une fausse couche après le crash.
Santiago-Holly n'assiste pas aux funérailles de Holly à Lubbock et ne s'est jamais rendue sur sa tombe par la suite. Elle a déclaré à Avalanche-Journal : « d'une certaine manière, je me sens responsable. Je ne me sentais pas bien quand il est parti. J'étais enceinte de deux semaines et j'aurais aimé que Buddy reste avec moi mais il avait programmé cette tournée. Ce fut la première fois où je ne n'étais pas avec lui. Et je m'en veux car, je le sais, si seulement, je l'avais accompagné, Buddy n'aurait jamais pris cet avion ».

## Années suivantes
Santiago-Holly se remarie et donne naissance à trois enfants. Maintenant divorcée, c'est une grand-mère vivant à Dallas, Texas, qui promeut l'héritage de son premier mari. 
En 1978, L'actrice Maria Richwine joue son rôle dans le film The Buddy Holly Story. En 1989, The Smithereens enregistre une chanson sur leur album 11 en son honneur intitulée "Maria Elena". La même année, Jill Hennessy joue son rôle dans la production de Broadway Buddy – The Buddy Holly Story.
Santiago-Holly a passé la majorité de sa vie à sauvegarder l'héritage de Buddy Holly. Elle a essayé de rendre payante l'utilisation du nom de Buddy - la ville de Lubbock ayant un festival de musique "Buddy Holly", une rue "Buddy Holly Walk of Fame" et une terrasse "Buddy Holly Terrace."
En 2008, Santiago-Holly menace Peggy Sue Gerron, objet de la chanson "Peggy Sue", après la publication de son autobiographie "Whatever Happened to Peggy Sue?".
Au début de mai 2008, Santiago-Holly visite New York et déjeune à Greenwich Village avec Ethan Gerard, un architecte. Ensemble, ils firent une promenade digestive à Washingtom Square Park, où elle pu voir des musiciens là où Holly jouait souvent de sa guitare. Elle a d'ailleurs déclaré à "Avalanche-Journal" :
"J'ai donné à un musicien 9 dollars car le 9 était le numéro favori de Buddy." 
Enfin, ils visitèrent l'ancien appartement de Maria et d'Holly. Santiago-Holly fit remarquer que c'était la première fois qu'elle revenait dans l'immeuble depuis la mort de son mari.

## Fondation éducative Buddy Holly
En 2010, le Santiago-Holly et Peter Bradley fondent ensemble la "Buddy Holly Educational Foundation" (fondation éducative Buddy Holly). La fondation est une société caritative dont la mission est de faire vivre l'héritage musical de Buddy Holly en fournissant une éducation musicale à de nouvelles générations quel que soit leur revenu, leur appartenance ethnique ou leur niveau scolaire. Les matières enseignées sont l'écriture, la production, l'arrangement, l'orchestration et la mise en scène musicale. La fondation éducative Buddy Holly, en collaboration avec Chris Difford, organise des retraites avec des auteurs du monde entier. Elles sont organisées par Peter Bradley Junior, l'administrateur de la fondation.